# Gustave Van Belle
Pour les articles homonymes, voir Van Belle.
Gustave Van Belle est un coureur cycliste belge, né le 16 mars 1912 à Lovendegem et mort le 25 août 1954 à Gand. Il a remporté la course Gand-Wevelgem en 1934. Cette course était à l'époque réservée à des coureurs de catégorie dite « juniors », correspondant à l'actuelle catégorie « élites sans contrat ». Il se noie dans la Lys en 1954 alors qu'il tentait de sauver son fils.

## Palmarès
- Gand-Wevelgem (1934)